# 鸮鹫属
鸮鹫是一种已灭绝的，生活在中始新世至早渐新世法国与德国的叫鹤目鸟类。其体型可以达到大鸡或冠雉的水平，体重可达1千克。骨学研究显示，鸮鹫不会飞行也不擅奔跑，所以它们的生活方式可能与喇叭鸟相似。不像其他的叫鹤目鸟类，鸮鹫的化石表明这种鸟类很可能是植食动物。

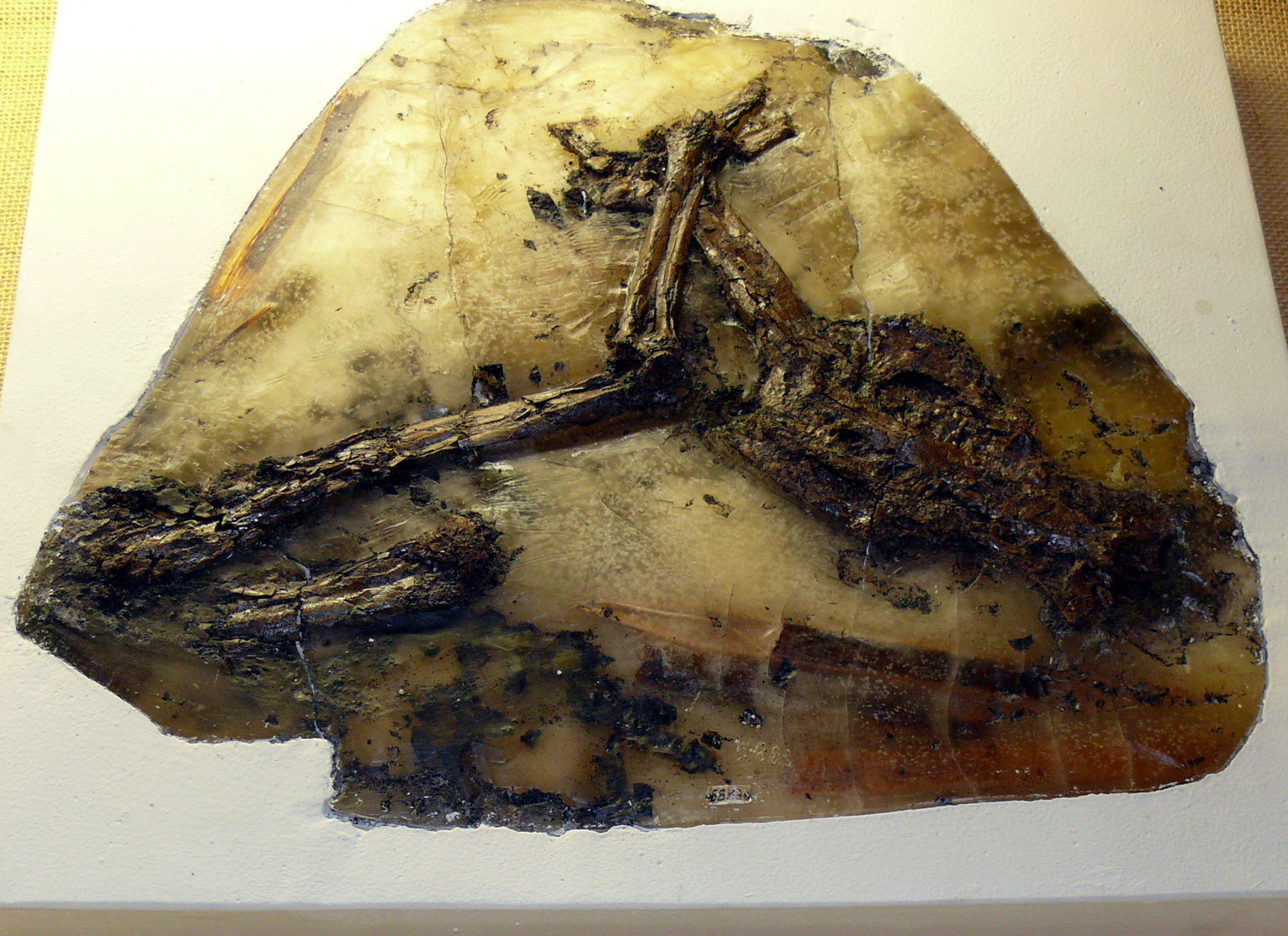
强健鸮鹫化石

鸮鹫的模式种是疑难鸮鹫(S. dubius)这个物种在1908年由Gaillard描述。鸮鹫最开始被放入鸮形目中，并被认为是智鸮科的一员。疑难鸮鹫的描述基于一块在法国发现的胫跗骨，这块胫跗骨在二战期间的慕尼黑大轰炸中被毁，但其铸模幸而保存。1939年，Gaillard基于肱骨，两个乌喙骨，两个腕掌骨描述了鸮鹫属的第二个物种，小鸮鹫(S. minor)。1981年，Mourer-Chauviré将小鸮鹫重新描述为小阿氏鸟(Ameghinornis minor)，将其视为恐鹤科下阿氏鸟亚科(Ameghinornithinae)的唯一成员。阿氏鸟随后被单独列入阿氏鸟科(Ameghinornithidae)。1987年，Peters基于德国梅塞尔坑发现的新标本命名了阿氏鸟科的另外一个物种，会爱尼格玛鸟(Aenigmavis sapea)。Mayr在2005年发现爱尼格玛鸟应该属于鸮鹫属，也就是会鸮鹫(S. sapea)，并发现小阿氏鸟是疑难鸮鹫的同物异名，因为这两个物种都来自凯尔西且除了乌喙骨和腕掌骨之外两者几乎完全相同，其他一些不像属于阿氏鸟科的阿氏鸟标本，可能属于异形鸟科(学名：idiornithid）。

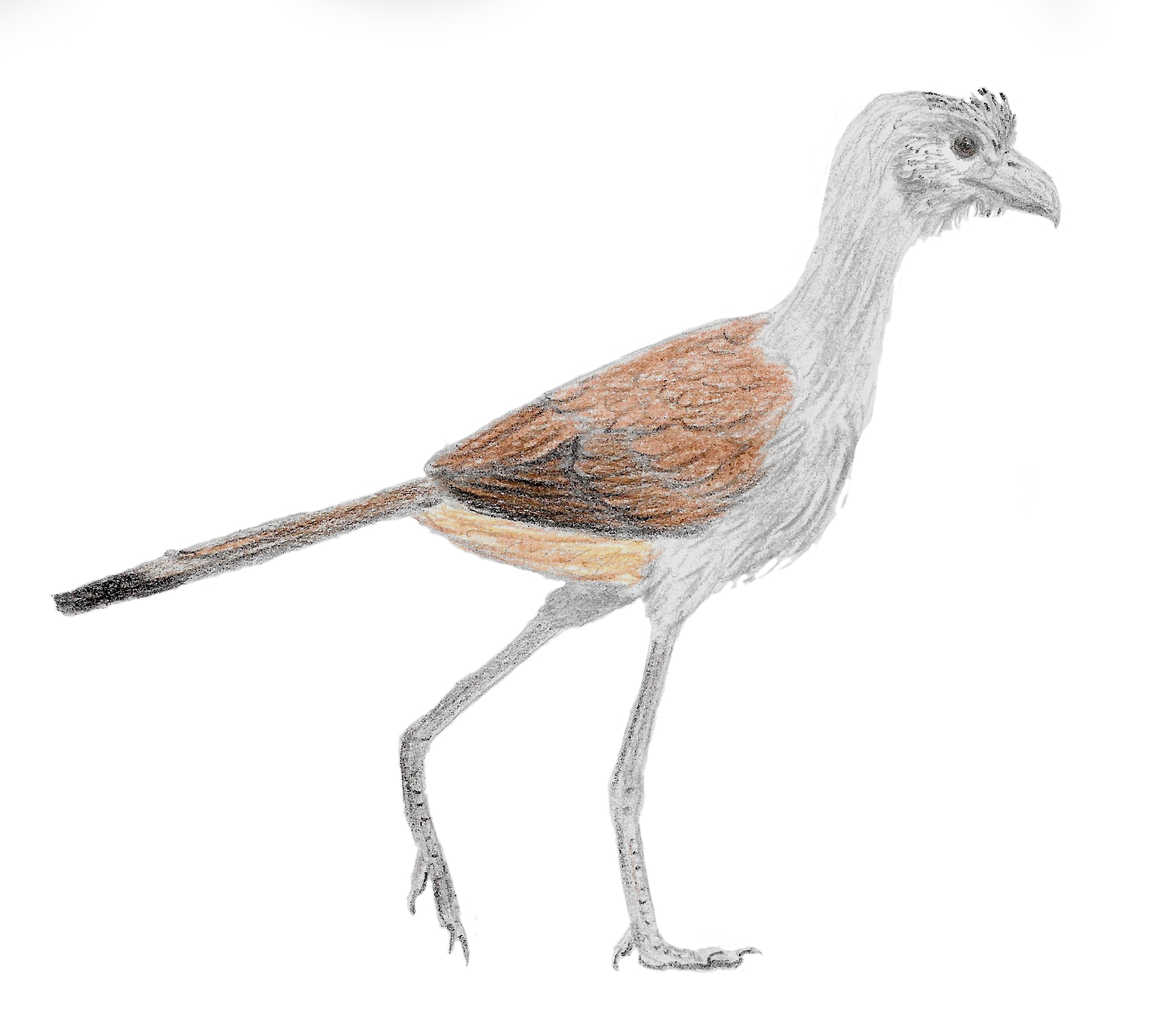
鸮鹫的复原图，其头部形状和大小是基于叫鹤和恐鹤的推测

1935年， Lambrecht描述了一种新的美洲鹫，Eocathartes robustus，和一种犀鸟Geiseloceros robustus。两者都来自中始新世德国的盖泽尔谷(Geisel Valley)。两者都基于单一标本且两者是一同发现的。 Mayr在2007年发现他们应该属于同一个物种，而且应当放入鸮鹫属下，也就是强健鸮鹫(S. robustus)。
最近研究(Alvarenga and Höfling 2003, Mayr 2005)发现鸮鹫可能是叫鹤目中更基干的成员，而且与恐鹤关系并不是很近。另一种在梅塞尔坑发现的叫鹤目鸟类，萨米拉鸟形态上比鸮鹫更加基干。 
来自英国和北美的一些古新世/始新世残片被认为属于恐鹤科，但如鸮鹫一样，他们也可能不属于恐鹤科。

## 相关链接
- Tetrapod Zoology blog post on Strigogyps